# La Prise de Berg-op-Zoom
La Prise de Berg-op-Zoom est une comédie en quatre actes de Sacha Guitry, créée au théâtre du Vaudeville le 4 octobre 1912.
Elle est publiée dans la série L'Illustration Théâtrale - n° 234, 22 Février 1913. 32p.

## Distribution de la création
- Charles Hériot : Sacha Guitry
- Léon Vannaire : Baron Fils
- Paul Rocher : Georges Flateau
- Vidal : Jean Joffre
- Schutz : Léon Lérand
- Le général La Gobette : Alfred Dieudonné
- Un monsieur : Chartrettes
- Duroseau : Georges Six
- Georges : Louis Vonelly
- Goldenblum : Lebreton
- Un jeune homme : Castelbon
- L'amant de la petite femme : Albert
- L'argentin : Teror
- Un spectateur : Jacob
- Un valet de chambre : Alexandre Mathillon
- L'homme de 2,05 m : Eygen
- Un spectateur : Joulain
- Un monsieur âgé : Valot
- Un marchand de bonbons : Demours
- Un spectateur : Max Aliot
- Paulette Vannaire : Charlotte Lysès
- Madame Vidal : Jane Sabrier
- Lulu : Marthe Debienne
- Première ouvreuse : Ellen Andrée
- Une grue : G. de Brysse
- Une femme de chambre : Meyrald
- Une petite femme : Lierville
- Madame Duroseau : Valdes
- Deuxième ouvreuse : Liliane Darzyl
- Spectatrices : Lux, Georgette Bois, Sarah Rolphen, Vanick

Une seconde création le 13 décembre 1985 s'est déroulée à Lyon, au Théâtre des Célestins, avec une mise en scène de Jean Meyer.